# Lisbon (Ohio)
Lisbon is een plaats (village) in de Amerikaanse staat Ohio, en valt bestuurlijk gezien onder Columbiana County.

## Demografie
Bij de volkstelling in 2000 werd het aantal inwoners vastgesteld op 2788.
In 2006 is het aantal inwoners door het United States Census Bureau geschat op 3063, een stijging van 275 (9,9%).

## Geografie
Volgens het United States Census Bureau beslaat de plaats een oppervlakte van
2,9 km², geheel bestaande uit land. Lisbon ligt op ongeveer 290 m boven zeeniveau.

## Plaatsen in de nabije omgeving
De onderstaande figuur toont nabijgelegen plaatsen in een straal van 16 km rond Lisbon.